# دودو (لاعب كرة قدم مواليد 1992)
إدواردو بيريرا رودريغيز (بالبرتغالية: Dudu‏) (من مواليد 7 يناير 1992) المعروف باسم دودو ، لاعب كرة قدم محترف برازيلي يلعب كلاعب خط الوسط المهاجم وجناح في نادي بالميراس.
بدأ رودريجيز مسيرته في صفوف الشباب في صفوف كروزيرو إسبورت كلوب ، وحصل في 14 يونيو 2009 على أول مشاركة له في الدوري البرازيلي لكرة القدم ضد بالميراس.

## روابط خارجية
- دودو (لاعب كرة قدم ، مواليد 1992) على موقع اتحاد أوكرانيا (الإنجليزية)
- دودو (لاعب كرة قدم ، مواليد 1992) على موقع إي إس بي إن إف سي (الإنجليزية)
- دودو (لاعب كرة قدم ، مواليد 1992) على موقع قاعدة بيانات كرة القدم.إي يو (الإنجليزية)
- دودو (لاعب كرة قدم ، مواليد 1992) على موقع ليكيب (الفرنسية)
- دودو (لاعب كرة قدم ، مواليد 1992) على موقع ناشيونال فوتبول تيمز (الإنجليزية)
- دودو (لاعب كرة قدم ، مواليد 1992) على موقع Soccerbase.com (لاعب) (الإنجليزية)
- دودو (لاعب كرة قدم ، مواليد 1992) على موقع Soccerway.com (الإنجليزية)
- دودو (لاعب كرة قدم ، مواليد 1992) على موقع عالم كرة القدم.نت (الإنجليزية)
- دودو (لاعب كرة قدم ، مواليد 1992) على موقع AS.com (الإسبانية)